# Evelyn Claire

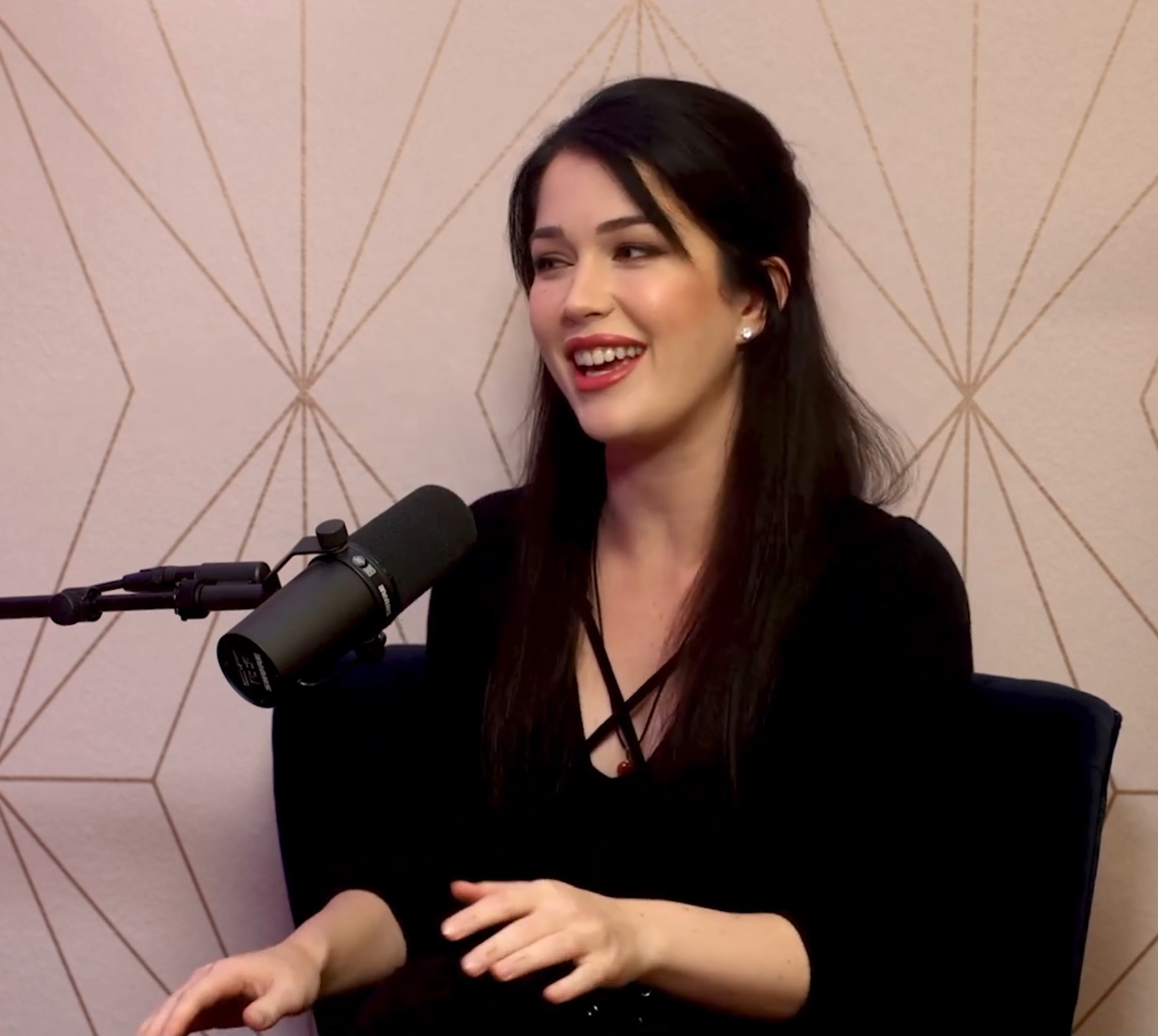
Evelyn Claire, 2023

Evelyn Claire (* 11. April 1996 in den USA) ist eine US-amerikanische Pornodarstellerin, Schauspielerin und Streamerin.

## Leben
Nachdem Evelyn Claire als Camgirl gearbeitet hatte, spielte sie seit 2017 in über 210 Pornofilmen mit. Seit 2019 erhielt sie zahlreiche Nominierungen für den AVN Award und die XBIZ-Awards.
2021 gab sie ihr Spielfilm-Debüt in dem von der Kritik gelobten Spielfilm Pleasure, in dem sie von Amelie Plaas-Link synchronisiert wurde.
Evelyn Claire streamt seit 2018 regelmäßig auf Twitch.
Evelyn Claire hat einige Auftritte als Komparsin in Serien, unter anderem in The Rookie Season 2 in der Folge Ruhe vor dem Sturm (The Q Word).

## Filmografie (Auswahl)

### Als Pornodarstellerin
- 2017: Young Fantasies 2
- 2018: Black & White 13
- 2018: My First Interracial 11
- 2018: Natural Beauties 9
- 2019: Blacked Raw 24
- 2019: Interracial Icon 10

### Als Schauspielerin
- 2021: Pleasure